# Belkin
Belkin International, Inc. (conocida simplemente como Belkin) es un fabricante estadounidense de electrónica de consumo. Su sede central es en Playa Vista, Los Ángeles, California. Se especializa en líneas de productos comerciales y de consumo, incluidos enrutadores, accesorios para teléfonos inteligentes, accesorios de computación, protectores contra sobretensiones, conmutadores de red, Interruptores KVM, gabinetes y otros periféricos. Belkin International es la empresa matriz de los productos y servicios de las marcas Linksys y Wemo, así como la empresa de gestión inteligente del agua en el hogar, Phyn. 

## Historia
Belkin fue fundada en 1983 en California, por Steve Bellow y Chet Pipkin.
En marzo de 2013, Belkin adquirió la Unidad de Negocio de Redes Domiciliarias de Cisco Systems, que incluye la marca y la línea de productos Linksys. El 26 de marzo de 2018, una subsidiaria de Foxconn, Foxconn Interconnect Technology, anunció su intención de adquirir Belkin por $866 millones de dólares.

## Polémicas
En 2003, Belkin lanzó un enrutador inalámbrico de uso doméstico que ocasionalmente reemplazaría las solicitudes HTTP de los usuarios con anuncios de software de Belkin, por lo que recibieron críticas intensas por parte de clientes con conocimientos técnicos y otros que lo describieron como un -ciberataque- o un secuestro de cookie. Belkin inicialmente trató esto como un problema de relaciones públicas, pero luego cedió y emitió una actualización de firmware eliminando esta función del producto.
A principios de 2009, se descubrió un 'representante de ventas en línea' de Belkin que pagaba a los usuarios de Amazon.com y Newegg para manipular las revisiones de un enrutador de Belkin notoriamente defectuoso. El presidente de Belkin, Mark Reynoso, respondió a las críticas, diciendo que la compañía no se involucra en prácticas poco éticas, señalando sin embargo que "uno de nuestros empleados" puede haber sido responsable.